# Titolo di studio
Il titolo di studio è un attestato, rilasciato dalla competente autorità scolastica o accademica ad una persona fisica, che di norma certifica l'esito positivo del giudizio di accertamento del profitto, effettuato con una o più prove d'esame, conseguito dalla medesima al termine di un percorso formativo, nelle forme previste dal corrispondente ordinamento didattico.
I titoli di studio rilasciati da enti o istituti di istruzione superiore (ad esempio università) vengono detti titoli accademici.

## Caratteristiche
Benché possa essere definito titolo di studio ogni attestato di profitto (o anche di frequenza) rilasciato a seguito di verifiche o prove di valutazione didattica, la categoria dei titoli di studio è usualmente ristretta a quegli attestati di profitto conferiti al termine di corsi di studio previsti e/o regolamentati dagli ordinamenti nazionali (o regionali). Gli istituti scolastici o universitari debbono essere a questo fine autorizzati da disposizioni normative, e quindi, se enti non statali, debbono aver ottenuto uno specifico riconoscimento giuridico. In particolare, le cosiddette "fabbriche di titoli" sono bandite in quasi tutti i Paesi. In tal guisa il titolo di studio e le corrispondenti attività didattiche vengono ricompresi come parte integrante del sistema pubblico dell'istruzione e della formazione (cosiddetta "ufficialità" dei titoli), in realizzazione di una corrispondente funzione pubblica prevista costituzionalmente.

## Classificazione
Pertanto la maggioranza dei titoli di studio, come quelli riguardanti l'istruzione primaria, l'istruzione secondaria, o quella universitaria, sono regolati più o meno estensivamente a norma di legge e con atti di normazione derivata, secondo i diversi ordinamenti. A questa categoria di titoli va quindi ricollegato il concetto di valore legale, in quanto solo ai titoli "ufficiali" sono concesse le tradizionali prerogative riconducibili al loro possesso. In Italia la normativa sui titoli di studio nazionali è piuttosto ampia e frammentata, e la responsabilità maggiore è posta in capo allo Stato, sotto l'autorità del Ministero dell'Istruzione, dell'Università e della Ricerca.
Per altri versi, i titoli di studio possono essere classificati secondo la tipologia degli apprendimenti conseguiti, il loro livello, la specie e il genere. Si avranno quindi titoli di educazione scolastica di base, di istruzione generale, di istruzione tecnica, di formazione professionale, così come titoli universitari o accademici, di formazione specialistica, e così via. A questo fine risulta strumentale la classificazione adottata dall'UNESCO attraverso il sistema denominato ISCED, che viene utilizzato in modo particolare per studi statistici e comparativi in materia di organizzazione dei sistemi formativi, e misura dei livelli di istruzione nel mondo.

### Certificazione professionale
Esistono tre tipi principali di certificazione. In ordine di livello di sviluppo e di portabilità, essi sono i seguenti: aziendali (interni), specifici per il prodotto e per la professione.
Le certificazioni aziendali, o "interne", sono tenute da un'azienda o da un'organizzazione a basso rischio per scopi interni. Ad esempio, un'azienda può richiedere un corso di formazione di un giorno per tutto il personale di vendita, al termine del quale riceveranno un certificato. Sebbene questo certificato abbia una portabilità limitata, ad esempio verso altre aziende, è il più semplice da sviluppare. 
Le certificazioni specifiche di prodotto sono più complesse e sono concepite per riferirsi al prodotto in tutte le applicazioni. Ad esempio, per ottenere la certificazione Salesforce crt-450, è necessario superare l'esame completando correttamente il 65% dei compiti. Questo approccio è molto comune nel settore dell'Information Technology (IT), dove il personale è certificato per le versioni di software o hardware. Questo tipo di certificazione è applicabile in diverse regioni (ad esempio, diverse aziende che utilizzano il software), ma non per altri prodotti. 
Il tipo di certificazione più comune è la certificazione professionale generale. 
La certificazione in medicina è spesso offerta da alcune specialità. Al fine di applicare gli standard professionali, migliorare la pratica e proteggere il pubblico, un'organizzazione professionale può stabilire una certificazione. Questa applicazione è destinata all'uso in tutti i luoghi in cui può lavorare un professionista certificato. Un esempio è dato da un Certified Public Accountant (CPA) che sarà certificato non solo per una società o un software di contabilità, ma anche per il lavoro generale nella professione.

## Riconoscimento di titoli stranieri
Una particolare rilevanza assume la considerazione dei titoli di studio conseguiti in Paesi diversi da quello nel quale si intendono usare, al fine, per esempio, del proseguimento degli studi, della pratica professionale, o per l'ammissione a concorsi per posti di lavoro pubblici e privati.
La procedura di riconoscimento consente di ottenere una validità limitata al caso particolare per il quale è richiesto il titolo di studio (iscrizione all'Università, concorso, ecc.).
L'equipollenza è invece una dichiarazione di equivalenza legale più generale, che consente di ottenere l'equiparazione del titolo estero ad un certo titolo nazionale per quanto riguarda l'efficacia giuridica.
Si noti che, nella terminologia internazionale, la dizione di "riconoscimento" ricomprende in via generale entrambe le categorie, essendo poi legata al contesto nazionale la sotto-classificazione delle specie giuridiche delle procedure e degli usi legittimi.
Per quanto riguarda i titoli accademici, ed anche per le qualifiche necessarie all'esercizio delle professioni, l'ente competente per ogni tipo di assistenza ed informazione a questo riguardo è, per l'Italia, il CIMEA (Centro di Informazione sulla Mobilità e le Equivalenze Accademiche). Il CIMEA è nato nel 1984 su iniziativa della Fondazione Rui, ed opera sulla base di una convenzione con il MIUR; è il membro italiano delle reti NARIC (National Academic Recognition Information Centres) ed ENIC (European Network of national Information Centres on academic recognition and mobility).
Esistono delle esclusioni, in tale contesto, che riguardano i titoli congiunti "Equipollenti - Equivalenti".
Riguardo al riconoscimento dei titoli di studio all'interno dell'Unione europea, è da menzionare la Convenzione di Lisbona dell'11 aprile 1997 (Convenzione sul riconoscimento dei titoli di studio relativi all'insegnamento superiore nella Regione Europea), che però non è stata ancora tuttavia ratificata dall'Italia.